# Antton Haramboure
Antton Haramboure (29 de abril de 1991) es un deportista francés que compitió en natación. Ganó una medalla de bronce en el Campeonato Europeo de Natación de 2010, en la prueba de 4 × 200 m libre.

## Palmarés internacional
| Campeonato Europeo | Campeonato Europeo | Campeonato Europeo | Campeonato Europeo |
| Año                | Lugar              | Medalla            | Prueba             |
| ------------------ | ------------------ | ------------------ | ------------------ |
| 2010               | Budapest (Hungría) | Medalla de bronce  | 4 × 200 m libre    |